# Bitwa pod Zaleszczykami
Bitwa pod Zaleszczykami – starcie zbrojne, które miało miejsce pomiędzy powstańcami galicyjskimi a siłami austriackimi, w czasie wojny polsko-austriackiej i powstania galicyjskiego, stoczone 18 czerwca 1809.

## Przed bitwą
Od drugiej połowy maja 1809 roku oddział Piotra Strzyżewskiego działał we wschodniej Galicji, w celu zmobilizowania ludności do powstania przeciwko Austrii. Z początkiem czerwca Strzyżewski stanął obozem w Tarnopolu. Tam przez kilka dni wzmacniał oddział okolicznymi siłami, gdyż otrzymał informacje, że w Zaleszczykach stacjonuje oddział austriacki, mający zablokować Polakom drogę na Bukowinę. 
Zebrawszy pewne siły – ok. 1 500 ludzi – oddział podszedł w okolice dość dobrze umocnionych Zaleszczyk. Miasta bronił generał-major Bicking, mający początkowo jedynie 4 kompanie piechoty i pół szwadronu huzarów. Z uwagi jednak na szczupłość swoich sił – głównie zbyt małej liczby piechoty – Strzyżewski nie zdecydował się na szturm miasta, a zaproponował garnizonowi miejskiemu kapitulację. Gen. Bicikng propozycję odrzucił i wyszedł ze swoimi siłami pod obóz powstańców, aby zapoznać się z faktyczną ich siłą. Polacy byli jednak na to przygotowani i zaskoczyli Austriaków nagłym ostrzałem, zadali siłom Bickinga niewielkie straty i zmusili ich do wycofania się.

## Bitwa
Podbudowany tym sukcesem Strzyżewski, i wzmocniony jeszcze niewielkimi siłami, postanowił zaatakować miasto. Austriacy jednak w noc przed bitwą zostali wzmocnieni piechotą w sile 3000 ludzi i 2 działami, o czym powstańcy nie wiedzieli. 18 czerwca część polskich oddziałów pod dowództwem Lanckorońskiego stanęła na południe od Zaleszczyk, a główny trzon sił ze Strzyżewskim stanął od frontu. Wojsko powstańcze zostało ustawione w dwie linie: pierwszą stanowiło pospolite ruszenie; drugą – strzelcy piesi i ochotnicy na koniach; z kolei regularna kawaleria stanęła po bokach.
Wczesnym rankiem Lanckoroński został zaatakowany przez Austriaków, których z powodzeniem odparł, ale wobec nadejścia posiłków z miasta, musiał wycofać do Skarżyńskiego. Tymczasem na północy Polacy prowadzili nieskuteczne ataki na zewnętrzne umocnienia. Pozycje Austriaków wzmocnionych artylerią były dobrze bronione i powstańcy zostali zmuszeni do odwrotu.
Do wieczora rozproszone siły Skarżyńskiego zbierały się pod Dźwiniaczem nie niepokojone przez wojsko Bickinga. Skarżyński zaś nocą otrzymał informacje, że ks. Józef Poniatowski wycofuje się na zachód, a zbliża się nowa kolumna wojsk austriackich. W tej sytuacji całe polskie zgrupowanie wymaszerowało z powrotem do Tarnopola.